# شماوون آروشانیان
|
شماوون آروشانیان (ارمنی: Շմավոն Մինասի Առուշանյան؛ زادهٔ ۲ ژانویهٔ ۱۹۰۳ - درگذشته ۲۵ ژانویهٔ ۱۹۸۲) سیاستمدار اهل ارمنستان بود که از تاریخ ۱۹۳۷ تا تاریخ ۱۹۳۸ سمت وزارت کشاورزی ارمنستان را برعهده داشت.

## زندگی‌نامه
وی در ۲ ژانویه ۱۹۰۳ در هاک به دنیا آمد و . وی همچنین برنده نشان پرچم سرخ کار، نشان جنگ میهنی (درجه یک), نشان برجسته افتخار و نشان لنین شده‌است. وی در ۲۵ ژانویه ۱۹۸۲ در سن سالگی درگذشت